# Bannio Anzino
Bannio Anzino is een gemeente in de Italiaanse provincie Verbano-Cusio-Ossola (regio Piëmont) en telt 570 inwoners (31-12-2004). De oppervlakte bedraagt 39,1 km², de bevolkingsdichtheid is 15 inwoners per km².

## Demografie
Bannio Anzino telt ongeveer 253 huishoudens. Het aantal inwoners daalde in de periode 1991-2001 met 6,0% volgens cijfers uit de tienjaarlijkse volkstellingen van ISTAT.
| Jaar | Inwoneraantal |
| ---- | ------------- |
| 1991 | 619           |
| 2001 | 582           |

## Geografie
Bannio Anzino grenst aan de volgende gemeenten: Calasca-Castiglione, Carcoforo (VC), Ceppo Morelli, Fobello (VC), Rimella (VC), Vanzone con San Carlo.